# Trelleborgs badhus

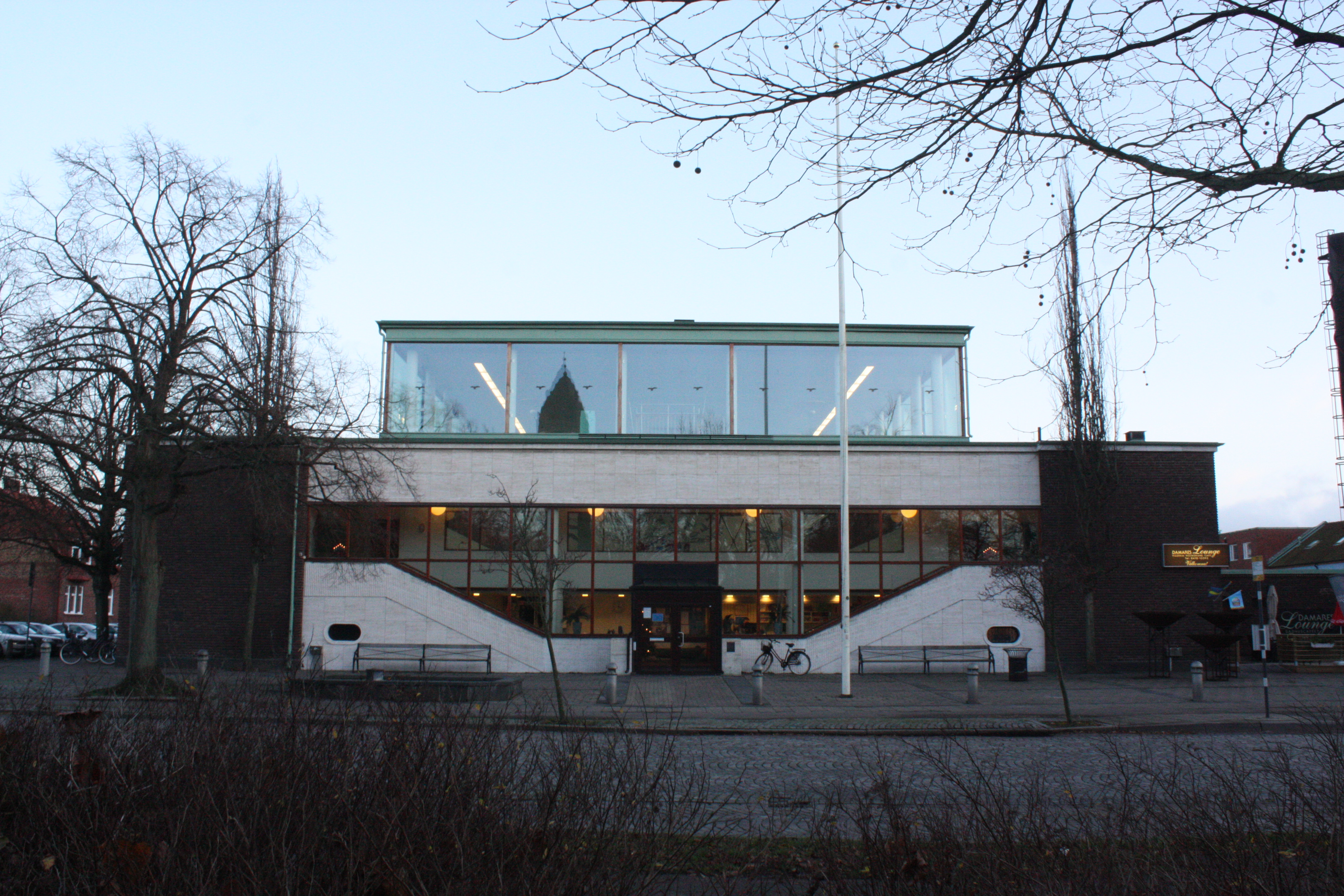
Trelleborgs badhus, exteriör.

Trelleborgs badhus invigdes i september 1939, resultatet av samarbetet mellan Trelleborgs stadsarkitekt Erik Fehling och byggmästare Gustav Kvist från Lund. Då var kostnaden 600 000 kronor. Trelleborgs Badhus byggdes om och förnyades 1997 och kostade kommunen cirka 35 miljoner kronor.
Idag, förutom den ursprungliga 25 metersbassängen med tre hopptorn på ett, tre och fem meters höjd, finns det den nya bassängen, som används vanligtvis för tävlingar, träning, motionssimning, och mindre ofta för vattengymnastik. Mellan de gamla och nya poolerna finns det ett område som är designat för underhållning för barn och familj, förutom ett ångbad och ett kafé. På bottenvåningen finns en varmvattenbassäng (35 grader), som används mestadels för babysim och rehabilitering.

## Galleri

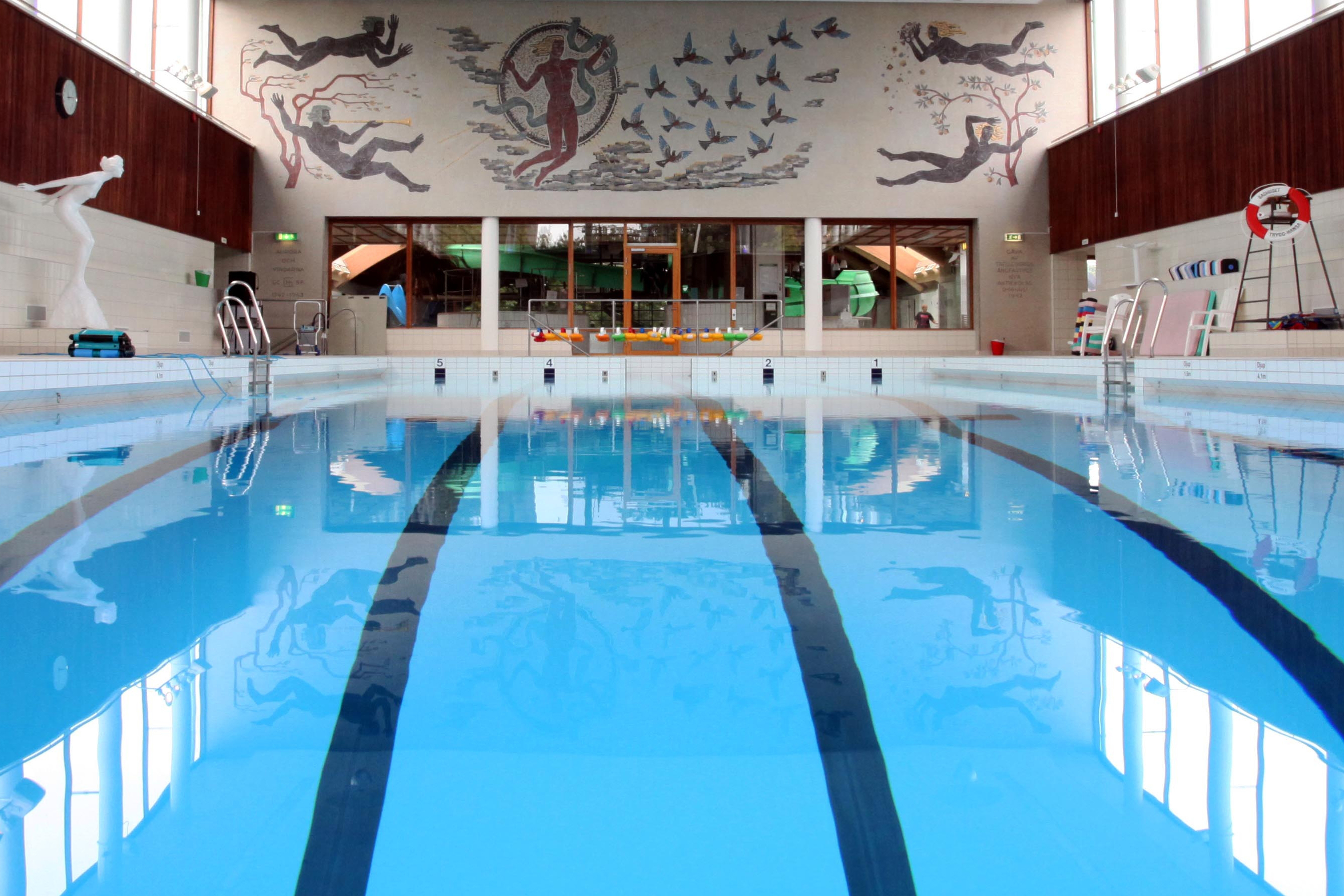
Trelleborgs badhus, interiör, gamla bassängen.
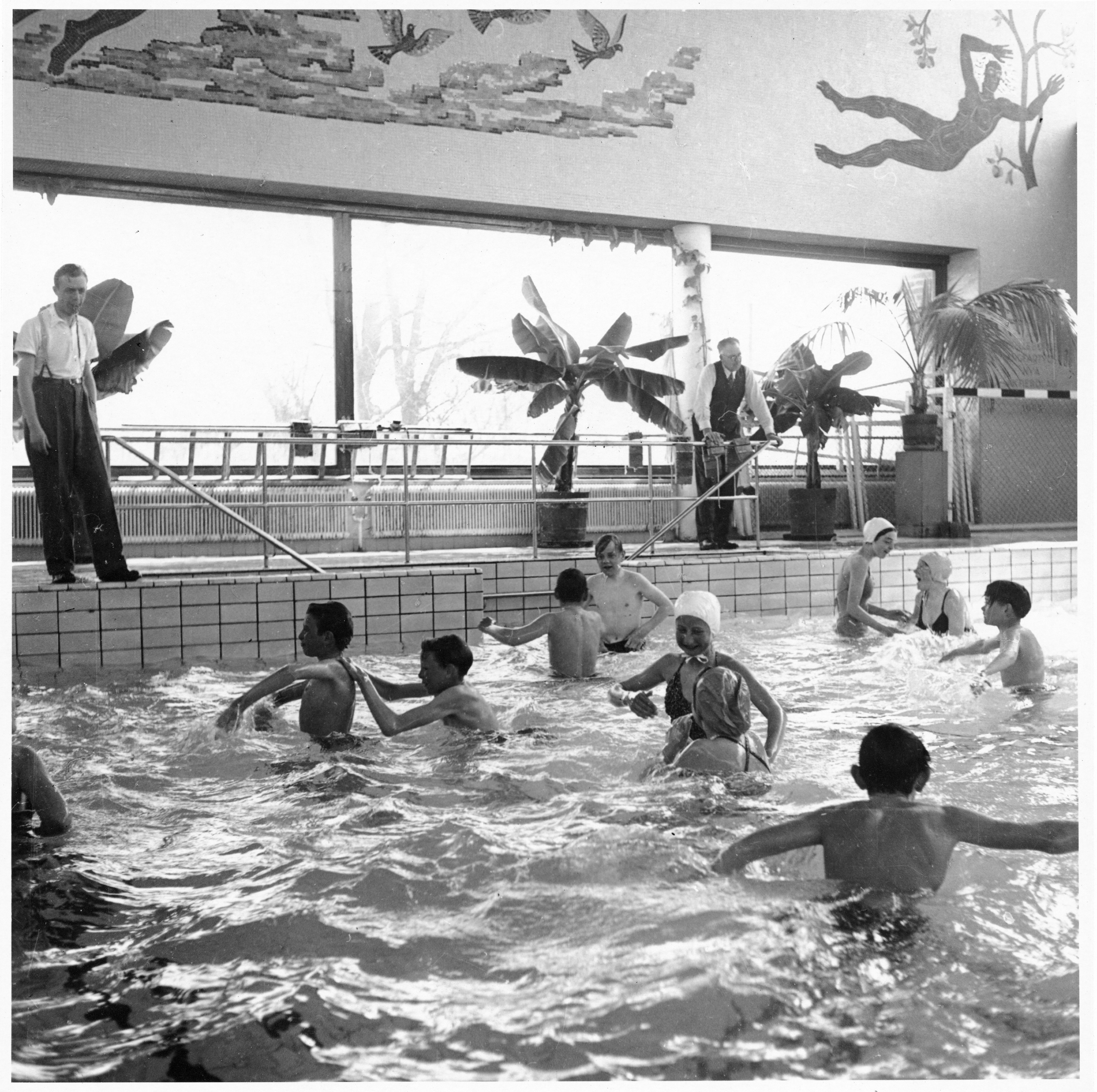
Äldre interiörbild av gamla bassängen.
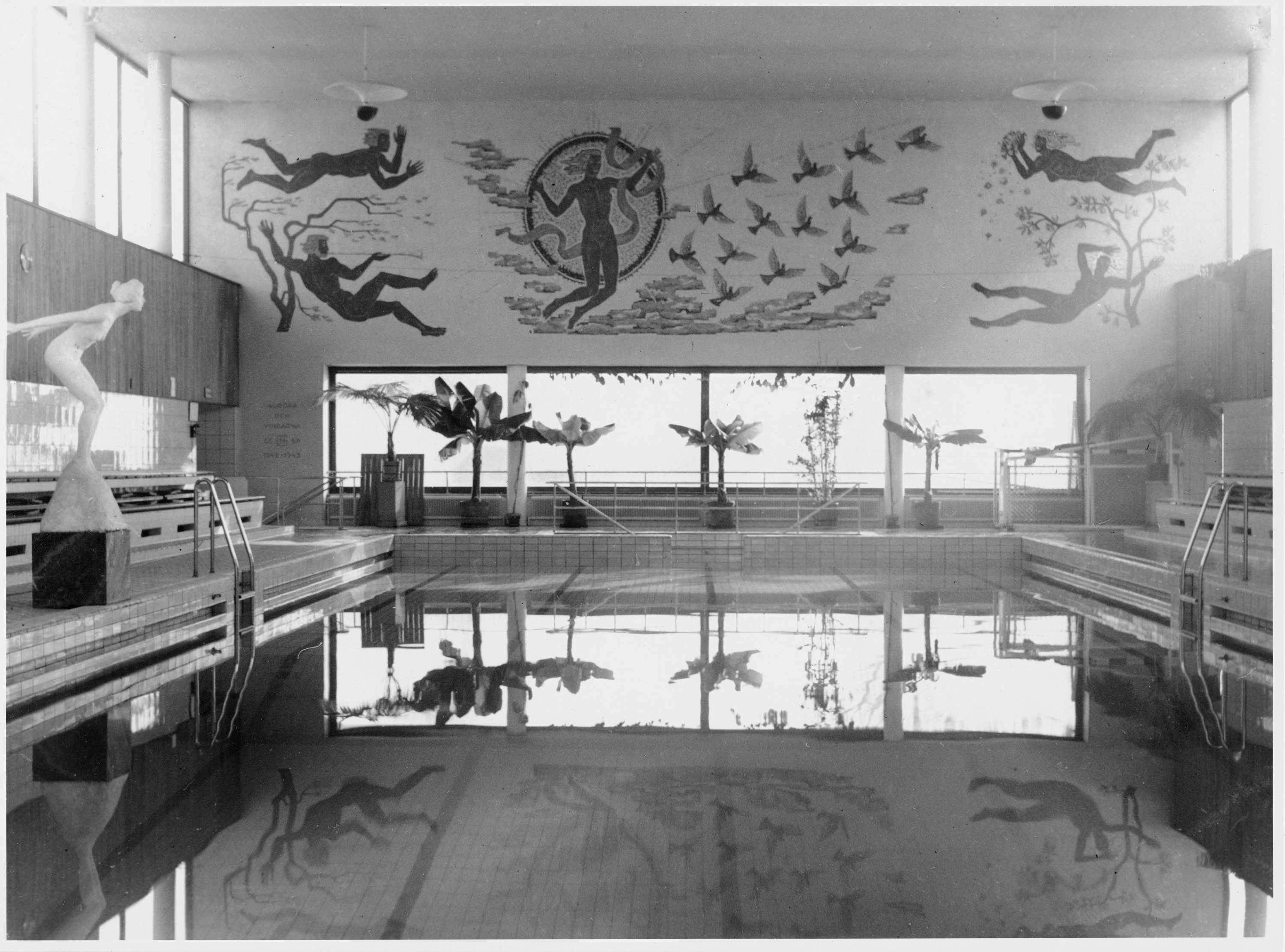
Äldre interiörbild av gamla bassängen med takarmatur nr 3641.
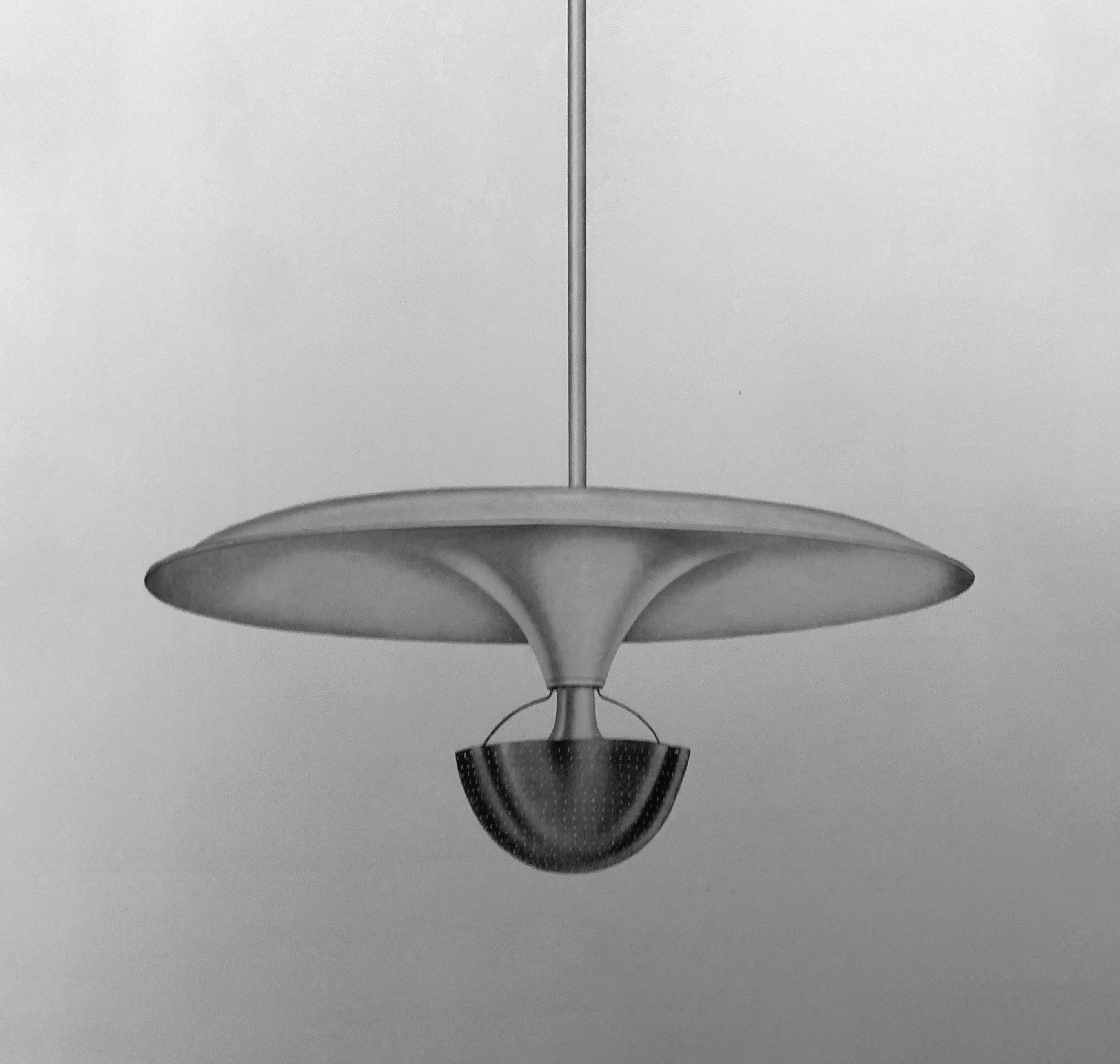
Takarmatur nr 3641 som levererades till stora simhallen från Bröderna Malmströms metallvarufabrik (1939).